# グランドエキノクス
グランドエキノクス（Grand Ekinoks、1998年 - 2019年）は、トルコの競走馬、種牡馬。主な勝ち鞍は2001年のエルケック・タイ・デネメ（トルコ2000ギニー）、ガジ賞（ガジダービー）、アンカラ賞（トルコセントレジャー）、2001年、2002年、2005年のトルコジョッキークラブ賞、2002年のトルコ首相賞、2002年、2003年のボスポラスカップ。
2001年にトルコ競馬史上8頭目の三冠を達成し、その後も2006年に8歳で引退するまでに多数の大レースに勝利した。また、2003年には当時パートIII国だったトルコの生産・調教馬として初めてパートI国アラブ首長国連邦のドバイに遠征し、優勝には至らなかったものの、G1ドバイシーマクラシックで5着に入るなど成果を残した。獲得賞金はトルコ国内分のみで237万5296新トルコリラ（引退当時の通貨単位）にのぼり、これは当時のレートで日本円に直して約2億円に相当する。
馬名の「エキノクス（ekinoks）」はequinox（分点）がトルコ語化した名詞で春分・秋分を意味し、日本の競走馬イクイノックスの馬名と同じ語源である。

## デビューまで
生産者のヤマン・ジンガル（Yaman Zingal）は、繁殖牝馬バイオレントガール（Violent Girl）にアメリカ産の種牡馬バーナト（Barnato）を交配して1996年に立派な馬体の牡駒を生産したが、この仔馬は生後5か月で初めて母馬と離れた馬場に放された際にパニックを起こし壁に激突して事故死した。このためもう一度バーナトを交配して得られた牡駒が1998年生まれのグランドエキノクスだが、本馬は先天的に腰の骨格が曲がっており、腰が長くくびれた馬体をしていた。
馬主ヴォルカン・エキンジ（Volkan Ekinci）の父ヤスィン・エキンジ（Yasin Ekinci）は、海外の大レースで勝つことを目標に外国産馬を購入してトルコで走らせており、アメリカのキーンランドセールで購入したサンダーガルチ産駒エキノクスガルチ（Ekinoks Gulch）と一緒に育成するパートナーとしてクラシックレースにも出走可能な内国産馬を探していて、ジンガルが売り出したグランドエキノクスを購入した。育成中のグランドエキノクスは体が硬く馬具に慣らすのにも手こずり、扱いの難しい馬だった。馬体の異常から、どうしてこのような馬を買ったのかとエキンジに尋ねる人もいた。

## 戦績
成長が遅く2歳時は馬体ができあがっていなかったが、2000年9月14日、イスタンブール・ヴェリエフェンディ競馬場の未勝利戦でデビューし3着。経験不足からスタートの反応が遅れたが、直線でよく伸びて3着に入り、馬主のヤスィン・エキンジはガジ賞に勝てる馬と考えて2戦目にG2トルコ競走馬生産者馬主協会賞を選択したが7着に終わる。11月4日、4戦目の未勝利戦で勝ち上がると、次走のG2サカリヤ賞（3着）で見せた末脚で注目を集めた。
3歳になると成長を見せ、2001年4月にシーズンを開始すると2連勝でG1エルケック・タイ・デネメ（芝1600m）に出走し、最後の50mで伸びて1番人気のフランス産馬コシュトゥラン（Koşturan）をわずかに差し切り重賞を初制覇。次走のG2サイト・アクソン賞（芝2200m）でもコシュトゥランに1番人気を譲るが、直線の叩き合いを制して再び半馬身差で勝利した。4連勝で臨んだG1ガジ賞（芝2400m）では1番人気となり、最後の200mで先頭をとらえ、持ったままで2馬身差をつけて勝利した。
三冠最後のレースであるG1アンカラ賞の前哨戦であるG2ブユク・タアッルズ賞（芝2400m）では2着に敗れるが、本番（アンカラ75年競馬場芝2800m）は 1番人気で快勝し、三冠を達成。次走のG1トルコジョッキークラブ賞（ヴェリエフェンディ競馬場芝2400m）では古馬を破って優勝した。その後2走して古馬の2着に入り、10戦7勝2着3回、年内連対率100%の成績でシーズンを終えた。この活躍によりフリーハンデのレーティングは140に達し、トルコ現役最強馬と評価された。
2002年は当初一転して勝てなかったが、3戦目のKV-8（ステークス方式の自己条件競走）アフメット・アトマン賞（芝2400m）の勝利で復調し、G1トルコ首相賞（芝2000m）、国際競走のG2ボスポラスカップ（芝2400m）、G1トルコジョッキークラブ賞（連覇）に勝ってヴェリエフェンディ競馬場で開催される中長距離の大レースを総なめにした。
2003年にドバイワールドカップカーニバルの開催が決まると陣営は遠征の希望をドバイレーシングクラブに伝えたが、パートIII国であるトルコにおけるレーティング140も数々の国内G1勝利も参考外とされ、3月8日のスーパーサタデーのみの出走と、その結果次第で3月29日のドバイワールドカップミーティング参加が認められる条件で招待された。メンバー中最低のレーティング106に評価されて出走した国際G3ドバイシティーオブゴールド（ナドアルシバ競馬場芝2400m）で低評価を覆し、勝ったハイエスト（Highest）から1馬身半差の2着。この結果によりレーティングを113に上げて国際G1ドバイシーマクラシック（芝2400m）への出走が可能になり、グランドエキノクスはトルコから駆けつけた応援団の前でレコード勝ちしたスラマニ（Sulamani）の5着と健闘した。トルコに戻ってからは1つ下の世代の有力馬ディニイェペル（Dinyeper）に連敗し首相賞連覇はならなかったが、ボスポラスカップ（この年から国際セリ名簿基準書のパートIIに昇格）では翌年にシンガポール国際カップを勝つドイツ馬エパロ（Epalo）やディニイェペルらをまとめて破って復活。しかし、1位入線して3連覇したトルコジョッキークラブ賞のレース後の検査で禁止薬物が検出され、次走で3位入線したG1トルコ大統領賞とまとめて失格となり、6か月間の出走停止処分を受けた。
2004年2月、出走停止期間を短縮することが許され、陣営は3月27日に2度目のドバイシーマクラシック遠征を行うが、現地調整不足がたたり7着に終わった。トルコに戻って5戦して国内G3を2勝したが、トルコ首相賞は2着に終わり、3連覇のかかったボスポラスカップも8着と大敗して目立たない成績に終わった。なお、この年の凱旋門賞に登録した27頭に含まれていたが 、出走していない。2005年には衰えを見せ始め7戦2勝と成績が安定しなくなっていたが、トルコジョッキークラブ賞に優勝し、同一G1の3勝目を達成した。
2006年、8歳になったグランドエキノクスは3度目のドバイ遠征を敢行するが、2年ぶりでレーティングを108に落とし、1月から3月にかけて出走した3回のハンデキャップ競走でいずれも3着とレーティングを上げることもできずに国際重賞未出走で帰国した。同一G1通算4勝達成を目標に秋のトルコジョッキークラブ賞に向けて現役を続行するが、重賞を2走して4着、9着と不振が続き、引退が決定された。

## 引退後
2007年に種牡馬登録され、2008年生まれから2019年生まれまでの46頭の産駒が血統登録されている。35頭が出走し15頭が勝ち上がっているが、オープン競走の勝ち馬は比較的産駒数の多かった初年度産駒からダートのA3（準重賞）を1勝したグランドエクスペクテーションズ（Grand Expectations）が出た程度で、2010年代に入ってからは種付け頭数も激減して活躍馬を出せなかった。
2019年7月3日に21歳で死亡した。

## 血統表
| グランドエキノクスの血統  | グランドエキノクスの血統                  | グランドエキノクスの血統                  | （血統表の出典）                          | （血統表の出典） |
| 父系                      | ノーザンダンサー系                        | ノーザンダンサー系                        | ノーザンダンサー系                        | [ § 2 ]          |
| 父 Barnato 1987 栗毛      | 父の父El Gran Senor 1981 鹿毛             | Northern Dancer                           | Nearctic                                  | Nearctic         |
| 父 Barnato 1987 栗毛      | 父の父El Gran Senor 1981 鹿毛             | Northern Dancer                           | Natalma                                   |                  |
| 父 Barnato 1987 栗毛      | 父の父El Gran Senor 1981 鹿毛             | Sex Appeal                                | Buckpasser                                | Buckpasser       |
| 父 Barnato 1987 栗毛      | 父の父El Gran Senor 1981 鹿毛             | Sex Appeal                                | Best in Show                              |                  |
| 父 Barnato 1987 栗毛      | 父の母Hatton Gardens 1982 鹿毛            | Auction Ring                              | Bold Bidder                               | Bold Bidder      |
| 父 Barnato 1987 栗毛      | 父の母Hatton Gardens 1982 鹿毛            | Auction Ring                              | Hooplah                                   |                  |
| 父 Barnato 1987 栗毛      | 父の母Hatton Gardens 1982 鹿毛            | Anjuli                                    | Northfields                               | Northfields      |
| 父 Barnato 1987 栗毛      | 父の母Hatton Gardens 1982 鹿毛            | Anjuli                                    | Katricia                                  |                  |
| 母 Violent Girl 1990 鹿毛 | 母の父Aristocrat 1985 鹿毛                | Mummy's Game                              | Mummy's Pet                               | Mummy's Pet      |
| 母 Violent Girl 1990 鹿毛 | 母の父Aristocrat 1985 鹿毛                | Mummy's Game                              | Final Game                                |                  |
| 母 Violent Girl 1990 鹿毛 | 母の父Aristocrat 1985 鹿毛                | Tomanaha                                  | Tom Fool                                  | Tom Fool         |
| 母 Violent Girl 1990 鹿毛 | 母の父Aristocrat 1985 鹿毛                | Tomanaha                                  | Frimanaha                                 |                  |
| 母 Violent Girl 1990 鹿毛 | 母の母Fleur 1984 栗毛                     | Nurcivan                                  | Our Guile                                 | Our Guile        |
| 母 Violent Girl 1990 鹿毛 | 母の母Fleur 1984 栗毛                     | Nurcivan                                  | Guersillia                                |                  |
| 母 Violent Girl 1990 鹿毛 | 母の母Fleur 1984 栗毛                     | Savarona                                  | Golden Lion                               | Golden Lion      |
| 母 Violent Girl 1990 鹿毛 | 母の母Fleur 1984 栗毛                     | Savarona                                  | Zeynep II                                 |                  |
| 母系(F-No.)               | (FN:F2-g)                                 | (FN:F2-g)                                 | (FN:F2-g)                                 | [ § 3 ]          |
| 5代内の近親交配           | Tom Fool 5×4 Northern Dancer 3・5（父内） | Tom Fool 5×4 Northern Dancer 3・5（父内） | Tom Fool 5×4 Northern Dancer 3・5（父内） | [ § 4 ]          |
| 出典                      | 1. 2. 3. 4.                               | 1. 2. 3. 4.                               | 1. 2. 3. 4.                               | 1. 2. 3. 4.      |

母Violent Girlは6代母である1952年イギリス産の牝馬Cashmir（父Blue Peter、母Baroda）から始まるトルコ在来牝系。半妹にディヴァインライトのトルコにおける初年度産駒で最多勝利数（16勝）を挙げたYeganeがいる。